# Processo de Fischer-Tropsch
Processo de Fischer-Tropsch (FT) - é um processo químico para produção de hidrocarbonetos líquidos (gasolina, querosene, gasóleo e lubrificantes) a partir de gás de síntese (CO e H2, ver: gasogênio). Desde a invenção do processo original de Franz Fischer e Hans Tropsch, que trabalhava no Instituto Kaiser Wilhelm, em 1920, muitas explorações e ajustes foram feitos.
O termo "Fischer-Tropsch" agora se aplica a uma ampla variedade de processos semelhantes ("síntese Fischer-Tropsch" ou "química Fischer-Tropsch"). Fischer e Tropsch apresentaram certo número de patentes, como por exemplo, as patentes nos EUA de nº1.746.464, em 1926 e publicadas 1930. O produto da síntese era comercializado na Alemanha em 1936. Por ser um país pobre em petróleo, mas rico em reservas de carvão, a Alemanha usou o processo de Fischer-Tropsch durante a Segunda Guerra Mundial para produzir combustíveis sintéticos alternativos (em alemão: "ersatz" que quer dizer substituto). A produção FT representou 9% da produção de combustíveis estimada na guerra alemã e 25% de combustível para automóvel naquela época.

## Reações fundamentais
Reação do metano com oxigênio, formando o mónóxido de carbono:
{\displaystyle CH_{4}+{\begin{matrix}{\frac {1}{2}}\end{matrix}}O_{2}\rightarrow 2H_{2}+CO}
Reação do hidrogênio com o monóxido de carbono, formando o hidrocarboneto:
{\displaystyle (2n+1)H_{2}+nCO\rightarrow C_{n}H_{2n+2}+nH_{2}O}

## Química

### Reações
As reações principais são:
{\displaystyle nCO+(2n+1)H_{2}{\overrightarrow {\leftarrow }}C_{n}H_{2n+2}+nH_{2}O}     (Produção de parafinas)
{\displaystyle nCO+(2n)H_{2}{\overrightarrow {\leftarrow }}C_{n}H_{2n}+nH_{2}O}         (Produção de olefinas)
Se trata em ambos os casos de reações muito exotérmicas, ou seja, que liberam uma grande quantidade de calor.
Reações secundárias, indesejadas:
{\displaystyle CO+3H_{2}{\overrightarrow {\leftarrow }}CH_{4}+H_{2}O} (Produção de metano)
{\displaystyle nCO+(2n)H_{2}{\overrightarrow {\leftarrow }}C_{n}H_{2n+1}OH+(n-1)H_{2}O} (Produção de álcoois)
{\displaystyle 2CO{\overrightarrow {\leftarrow }}C(s)+CO_{2}} (Deposição de carbono sólido)
A reação se leva a cabo sobre catalisadores de cobalto ou ferro. Para um bom rendimento se requer alta pressão (tipicamente 20 - 30 bar) e temperatura (200 - 350°C). Acima dos 400°C a formação de metano resulta excessiva.

### Cinética
As reações principais de Fischer-Tropsch são na realidade reações de polimerização, consistentes em cinco passos básicos:
1. Adsorção de CO sobre a superfície do catalisador;
2. Início de polimerização mediante formação de radical metilo (por dissociação do CO e hidrogenação);
3. Polimerização por condensação (adição de CO e H2 e liberação de água);
4. Terminação;
5. Dessorção do produto.

A velocidade de reação está limitada pela cinética e em particular pelo passo de polimerização por condensação.

### Condições do Processo
Geralmente, o processo Fischer-Tropsch é operado na faixa de temperatura de 150-300°C (302-572°F). Temperaturas mais altas levam a reações mais rápidas e a taxas de conversão superiores, mas também tendem a favorecer a produção de metano. Como resultado, a temperatura é normalmente mantida abaixo do nível inferior desta escala. O aumento da pressão leva a taxas de conversão mais elevadas e também favorece a formação de alcanos de cadeia longa, ambos os quais desejáveis.
Pressões típicas variam de uma a várias dezenas de atmosferas. Mesmo as pressões mais elevadas seriam favoráveis, mas os benefícios não justificam os custos adicionais de equipamento de alta pressão. Uma variedade de composições de gás de síntese pode ser utilizada. Para catalisadores de base cobalto, a razão ideal de H2:CO é de cerca de 1,8:2,1. Catalisadores a base de ferro promovem a reação de mudança do vapor de água e, portanto, podem tolerar razões significativamente mais baixas. Esta reatividade pode ser importante para gases de síntese derivados de carvão ou biomassa, que tendem a ter uma razão de H2:CO relativamente baixa (<1).

### HTFT e LTFT
O processo de Fischer-Tropsch pode ser realizado a baixas ou altas temperaturas. O processo FT a alta temperatura ("HTFT" - High Temperatura Fischer-Tropsch) é operado a temperaturas entre 330°C e 350°C e utiliza um catalisador à base de ferro. Este processo foi amplamente utilizado pela Sasol em suas usinas de carvão liquefeito (CTL, coal-to-liquid). O processo de Fischer-Tropsch a baixa temperatura (ou "LTFT" - Low Temperatura Fischer-Tropsch) é operado a temperaturas mais baixas e usa um catalisador a base de cobalto. Este processo é mais conhecido por ser usado na primeira planta integrada gas-to-liquid (GTL) e construiu usina operada pela Shell em Bintulu, Malásia.

### A Distribuição dos Produtos
A distribuição geral de pesos moleculares nos produtos formados durante o processo Fischer-Tropsch pode ser predita aproximadamente pelo modelo de distribuição de Anderson-Schulz-Flory:
{\displaystyle \ W_{n}=n(1-a)^{2}a^{(n-1)}}
onde Wn é a fração em peso de moléculas de hidrocarbonetos contendo "n" átomos de carbono e a é a probabilidade de crescimento da cadeia ou a probabilidade de que uma molécula deve continuar reagindo para formar uma cadeia mais longa. Em geral, o valor de a é determinado pelo catalisador e as condições específicas do processo (temperatura, pressão e composição do gás). O exame da equação acima revela que o metano será sempre o  maior produto único, porém, aumentando a próximo a um, a quantidade total de metano formado pode ser minimizada em comparação com a soma de todos os diferentes produtos de cadeia longa. Aumentar a significa aumentar a formação de hidrocarbonetos de cadeia longa. Os hidrocarbonetos de cadeia muito longa são ceras que são sólidas a temperatura ambiente. Portanto, para a produção  de combustíveis líquidos para transporte, pode ser necessário craquear alguns dos produtos Fischer-Tropsch. Para evitar isso, alguns pesquisadores têm proposto o uso de zeólitas ou outros substratos com poros de tamanho fixo que podem limitar a formação de hidrocarbonetos mais do que alguma dimensão característica (geralmente n<10). Dessa forma, eles podem conduzir a reação de forma a minimizar a formação de metano sem a produção de lotes de hidrocarbonetos de cadeia longa. Tais esforços têm tido um sucesso limitado. (Projeto Sênior, HOLLA)

### Os Produtos FT
O produto obtido à saída de um reator de Fischer-Tropsch  consiste em uma mistura de hidrocarbonetos com uma distribuição muito ampla de pesos moleculares, que vão desde os gases até às ceras passando pela gasolina, o querosene e o gasóleo. A natureza e proporção dos produtos depende do tipo de reator e de catalisador. Em geral os processos que operam a alta temperatura produzem uma maioria de gasolinas olefínicas enquanto que os de baixa temperatura dão sobretudo gasóleos parafínicos. Sempre é necessária uma etapa ulterior de hidrotratamento para que os produtos alcancem a qualidade exigida pelo mercado.

### Reatores Utilizados
Ao longo da história se tem utilizado quatro tipos principais de reatores industriais para desenvolver as reações FT:
- Reator tubular em leito fixo. Sasol denomina Arge a seu reator deste tipo e o opera a 220-260°C e 20-30 bar.
- Reator de leito circulante (chamado Synthol por Sasol), operado a 350°C e 25 bar. Produz sobretudo gasolina olefínica.
- Reator de leito fluidizado (Sasol Advanced Synthol), similar em operação ao Synthol mas de menor tamanho para mesma capacidade de produção.
- Reator "slurry", em que o catalisador se encontra em suspensão em um líquido (normalmente ceras produzidas pela própria reação) no qual se borbulha o gás de síntese. Normalmente estes reatores trabalham a baixa temperatura para produzir o máximo de produtos de alto peso molecular.

### Catalisadores FT
Uma variedade de catalisadores pode ser usada para o processo Fischer-Tropsch, mas os mais comuns são os metais de transição, como cobalto, ferro e rutênio. O níquel também pode ser usado, mas tende a favorecer a formação de metano ("metanização").Os catalisadores a base de cobalto são muito ativos, embora o ferro pode ser mais apropriado para gases de síntese com baixo teor de hidrogênio, tais como os derivados de carvão, devido à sua promoção da reação de deslocamento gás-água. Além do metal ativo os catalisadores contêm tipicamente um número de "promotores", incluindo potássio e cobre. O Grupo 1 de metais alcalinos, incluindo potássio, são um veneno para os catalisadores de cobalto, mas são promotores de catalisadores de ferro. Catalisadores são suportados em arquivos de alta área de superfície/suporte, tais como sílica, alumina ou zeólitas. Catalisadores de cobalto são mais ativos para a síntese de Fischer-Tropsch, quando a matéria-prima é o gás natural.
Ao contrário dos outros metais utilizados para este processo (Co, Ni, Ru), que permanecem no estado metálico durante a síntese, os catalisadores de ferro tendem a formar um número de fases, incluindo vários óxidos e carbonetos durante a reação. O controle destas transformações de fase pode ser importante na manutenção da atividade catalítica e para prevenir quebra das partículas de catalisador. Catalisadores de Fischer-Tropsch são sensíveis à intoxicação por compostos que contêm enxofre. A sensibilidade do catalisador de enxofre é maior para os catalisadores a base de cobalto do que para seus semelhantes ferrosos.
Promotores também têm uma importante influência na atividade. Óxidos de metais alcalinos e de cobre são promotores comuns, mas a formulação depende do metal primário, cobalto vs. ferro.
Óxidos alcalinos sobre catalisadores de cobalto geralmente causam a queda de atividade, mesmo com cargas fortemente alcalinas muito baixas. C5+ e aumento da seletividade de CO2, enquanto o metano e o C2-C4 diminuição da seletividade. Além disso, a produção de olefinas e parafinas aumenta.

### Hidrocarbonetos naturais - Petróleo e gás
O processo de Fischer-Tropsch pode ter relação com a origem de certos hidrocarbonetos naturais que participam na formação do petróleo e gás a partir da serpentinização (hidrólise) de peridotitos do manto da Terra.